# GAMAB
Das GAMAB-Prinzip (Globalement au moins aussi bon – Generell mindestens so gut) bedeutet: Ein neues System soll wenigstens so sicher bzw. risikoarm sein, wie irgendein bereits existierendes vergleichbares System (vgl. europäischen Bahn-Norm EN 50126, 1997).
Dieses Prinzip setzt den derzeitigen Sicherheitsstand als Mindestanforderung. Neue
Systeme müssen diesen Stand wenigstens erreichen. Der technische Fortschritt wird damit schrittweise weiterentwickelt.
Es geht von der Prämisse aus, dass das Risiko des vergleichbaren, sich bereits im Betrieb befindlichen Systems als akzeptiert gilt.
Das Prinzip kommt sinngemäß in der Eisenbahn-Bau- und Betriebsordnung EBO, §2 (Allgemeine Anforderungen) Absatz (2) zur Anwendung:
Von den anerkannten Regeln der Technik darf abgewichen werden, wenn mindestens die gleiche Sicherheit wie bei Beachtung dieser Regeln nachgewiesen ist. (Nachweis gleicher Sicherheit)
In der chemischen Industrie wird hierfür Begriff „Best practice“ angewendet.
In Frankreich ist es gebräuchliches Risikoakzeptanzkriterium.